# 피아 자도라
피아 자도라(Pia Zadora, 1954년 5월 4일 ~ )는 미국의 가수, 배우, 음악가, 연극 배우, 텔레비전 배우, 작곡가 겸 작사가, 영화배우이다.
호보컨에서 태어났다.

## 영화
- 총알 탄 사나이 3 (1994년)
- 헤어스프레이 (1988년)
- 외로운 법정 (1983년)
- 버터플라이 (1982년)
- 산타클로스 더 컨커스 마티언스 (1964년)